# 七夕 (日本)

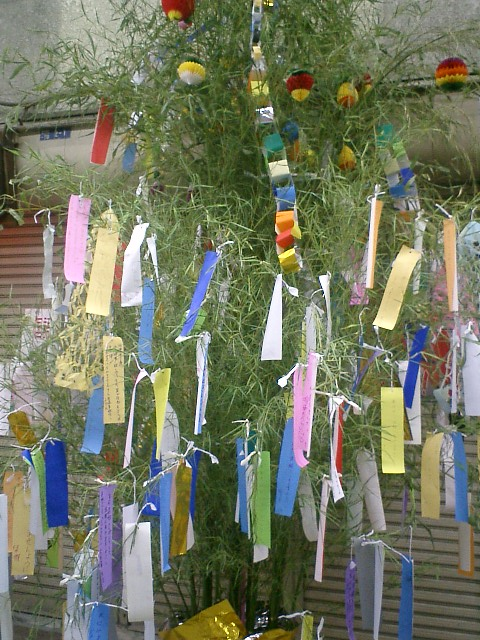
七夕の笹飾り
京阪土居駅前・旭通り商店街にて（2005年7月撮影）

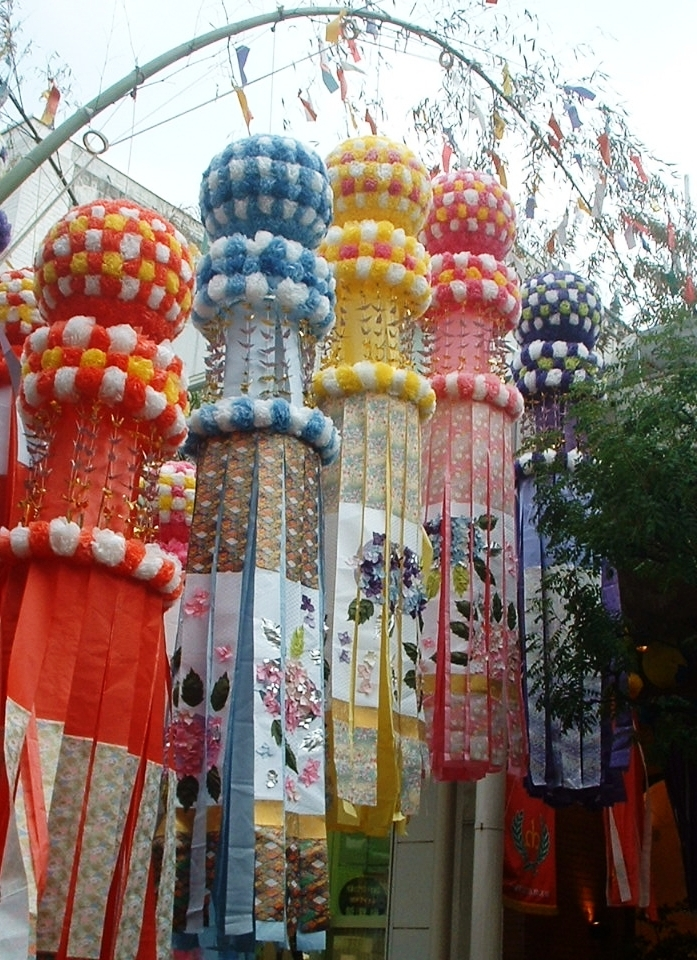
仙台七夕まつりは旧暦7月（2005年、宮城県仙台市）

七夕（たなばた）は、中国の七夕に端を発する日本のお祭り。織姫と彦星（それぞれこと座の「ベガ」とわし座の「アルタイル」）の出会いを祝う。伝説によると、天の川はこれらの恋人たちを引き離し、彼らは年に一度、太陰太陽暦の7太陰月の7日だけ会うことが許されている。お祝いは7月から8月までのさまざまな日に開催される。
元来、旧暦7月7日の夜のことで、日本ではお盆（旧暦7月15日前後）との関連がある年中行事であったが、明治改暦（日本におけるグレゴリオ暦導入）以降、お盆が主に新暦月遅れの8月15日前後に行われるようになった一方、七夕は新暦で行われることが多く、関連性が薄れた。
日本の七夕祭りは、新暦または旧暦の7月7日や、月遅れの8月7日などに開催されている。

## 歴史
日本の「たなばた」は、元来、中国での行事であった七夕が奈良時代に伝わった。牽牛織女の二星がそれぞれ耕作および蚕織をつかさどるため、それらにちなんだ種物（たなつもの）・機物（はたつもの）という語が「たなばた」の由来とする江戸期の文献もある。
日本では、雑令によって7月7日が節日と定められ、相撲御覧（相撲節会）、七夕の詩賦、乞巧奠などが奈良時代以来行われていた。その後、平城天皇が7月7日に亡くなると、826年（天長3年）相撲御覧が別の日に移され、行事は分化して星合と乞巧奠が盛んになった。
乞巧奠（きこうでん、きっこうでん、きっこうてん、きぎょうでん）は乞巧祭会（きっこうさいえ）または単に乞巧とも言い、7月7日の夜、織女に対して手芸上達を願う祭である。古くは『荊楚歳時記』に見え、唐の玄宗のときは盛んに行われた。この行事が日本に伝わり、宮中や貴族の家で行われた。宮中では、清涼殿の東の庭に敷いたむしろの上に机を4脚並べて果物などを供え、ヒサギの葉1枚に金銀の針をそれぞれ7本刺して、五色の糸をより合わせたもので針のあなを貫いた。一晩中香をたき灯明を捧げて、天皇は庭の倚子に出御して牽牛と織女が合うことを祈った。また『平家物語』によれば、貴族の邸では願い事をカジの葉に書いた。二星会合（織女と牽牛が合うこと）や詩歌・裁縫・染織などの技芸上達が願われた。江戸時代には手習い事の願掛けとして一般庶民にも広がった。なお、日本において機織りは、当時もそれまでも、成人女性が当然身につけておくべき技能であった訳ではない。

明治6年（1873年）1月4日、太政官布告第一号で神武天皇即位日と天長節の両日が祝日として定められると共に、徳川幕府が定めた七夕を含む「五節句」の式日が、次の通り廃止された。

## 風習

### 明治6年五節句の廃止以前
七夕は、旧暦の七月七日に行われた。その日は、月齢およそ6の、船のような形の月が南西の夜空に浮かんだ。
江戸時代は五節句の1つの慶事であったため、家の当主が礼服の正装をして、関係先へお祝いを述べに来訪する習わしが存在した。

七夕飾りは、現代のように軒下に飾るのではなく、ホオズキやスイカ、帳面などの形に作った色紙短冊等を付けた葉竹を、子の有無や貧富に関わらず、屋上にたてていたことが、次の通り、明治政府発行の百科事典『古事類苑』に概説されている。
その『古事類苑』の出典は、『東都歳事記』三の七月に記された「六日　今朝未明より、毎家屋上に短册竹を立る事繁く」や、『守貞漫稿』二十七に記れた「兒アル家モ、ナキ屋モ、貧富大小ノ差別ナク、毎戸必ラズ青竹ニ短册色紙ヲ付テ、高ク屋上ニ建ルコト、」から引かれている。

また、次の通り、七遊と呼ばれる七種類の遊びを楽しんだ。

### 現代
ほとんどの神事は、「夜明けの晩」（7月7日午前1時頃）に行うことが常であり、祭は7月6日の夜から7月7日の早朝の間に行われる。午前1時頃には天頂付近に主要な星が上り、天の川、牽牛星、織女星の三つが最も見頃になる時間帯でもある。
全国的には、短冊に願い事を書き葉竹に飾ることが一般的に行われている。短冊などを笹に飾る風習は、夏越の大祓に設置される茅の輪の両脇の笹竹に因んで江戸時代から始まったもので、日本以外では見られない。
「たなばたさま」の楽曲にある五色の短冊の五色は、五行説にあてはめた五色で、緑・紅・黄・白・黒をいう。中国では五色の短冊ではなく、五色の糸をつるす。さらに、上記乞巧奠は技芸の上達を祈る祭であるために、短冊に書いてご利益のある願い事は芸事であるとされる。また、お盆や施餓鬼法要で用いる佛教の五色の施餓鬼幡からも短冊は影響を強く受けている。
サトイモの葉の露で墨をすると習字が上達するといい、7枚のカジ（梶）の葉に歌を書いてたむける。俊成の歌に「たなばたのとわたるふねの梶の葉にいくあきかきつ露のたまづさ」とある。
このようにして作られた笹を7月6日に飾り、さらに海岸地域では翌7日未明に海に流すことが一般的な風習である。しかし、近年では飾り付けにプラスチック製の物を使用することがあり海に流すことは少なくなった。地区によっては川を跨ぐ橋の上に飾り付けを行っているところもある。
地域によっては半夏生のように農作業で疲労した体を休めるため休日とする風習が伝承していたり、雨乞いや虫送りの行事と融合したものが見られる。そのほか、北海道では七夕の日に「ローソクもらい（ローソク出せ）」という子供たちの行事が行われたり、仙台などでは七夕の日にそうめんを食べる習慣がある。この理由については、中国の故事に由来する説のほか、麺を糸に見立て、織姫のように機織・裁縫が上手くなることを願うという説がある。
富山県黒部市東布施地区の尾山では、2004年（平成16年）7月16日に富山県の無形民俗文化財に指定、2018年（平成30年）3月8日国の記録作成等の措置を講ずべき無形の民俗文化財（選択無形民俗文化財）に選択された七夕流しが、毎年8月7日に行われる。子供達が満艦舟や行燈を作り、和紙で人型人形である「姉さま人形」を折る。夕刻から姉さま人形を板にくくり付け、笛や太鼓のお囃子とともに地区内を引き回し、午後9時になると両岸に七夕飾りを立てた幅約1mの泉川に入り、満艦舟や行燈、姉さま人形を流すものであり、江戸時代より続けられている。
沖縄では、旧暦で行われ、盂蘭盆会の一環として位置づけられている。墓を掃除し、先祖に盂蘭盆会が近付いたことを報告する。また往時は洗骨をこの日に行った。
他方、商店街などのイベントとしての「七夕まつり」は、一般的に昼間に華麗な七夕飾りを通りに並べ、観光客や買い物客を呼び込む装置として利用されており、上記のような夜間の風習や神事などをあまり重視していないことが多い（顕著な例としては、短冊を記入させて笹飾りにつけるような催しが、7日夜になっても行われていたりする）。
イベントとしての「七夕まつり」については後記の項を参照。

## 時期
日本では、旧暦（天保暦、和暦）の7月7日（行事によっては7月6日の夜）に行われ、お盆（旧暦7月15日）に入る前の前盆行事として行う意味合いが強かった。明治6年（1873年）の改暦後は、従来通り旧暦7月7日に行う地域、グレゴリオ暦（新暦）の7月7日に行う地域、月遅れの8月7日に行う地域に分かれ、特に新暦開催ではお盆との関連が薄れた。なお、旧暦では7月の翌月に閏7月をおく年もあるが、閏月に年中行事は行わないので、閏7月7日は旧七夕ではない。
グレゴリオ暦の7月7日は夏だが、旧暦の7月7日はほとんど立秋以降であるので、古来の七夕は秋の季語である。

### 天候など
多くの地域では、グレゴリオ暦の7月7日は梅雨の最中なので雨の日が多く、旧暦のころからあった行事をグレゴリオ暦の同じ日付で行うことによる弊害の一つである。
統計では、旧暦7月7日が晴れる確率は約53%（東京）であり、晴れる確率が特別に高いわけではない。しかし、旧暦では毎年必ず上弦の月となることから、月が地平線に沈む時間が早く、月明かりの影響を受けにくい。一方新暦7月7日は、晴れる確率は約26%（東京）と低く、そのうえ月齢が一定しないために、晴れていても月明かりの影響によって天の川が見えない年もある。したがって、天の川が見える確率は、旧暦の七夕の方がかなり高いといえる。
七夕に降る雨を「催涙雨（さいるいう）」または「洒涙雨（さいるいう）」といい、織姫と彦星が流す涙だと伝えられている。

## 風俗
現代の日本では、人々は一般的にこの日を祝うために、詩の形で短冊に願い事を書き、それを竹に掛けたり、他の装飾を付けたりする。竹や飾りは、多くの場合、祭りの後、真夜中または翌日に川に流されたり、燃やされたりする。これは、お盆に紙船や蝋燭を川に流す風習に似ている。日本の多くの地域には独自の七夕の習慣があり、主に地元のお盆の伝統に関連している。
七夕の歌もあり、主に「たなばたさま」のタイトルで紹介される。1941年に作成された歌で、国民学校初等科2年生の音楽の教科書に載せるために作成されたといわれている。作詞は権藤花代（林柳波補詞）、作曲は下総皖一。
| 平仮名 | 漢字表記 |
| --- | --- |
| ささのは さらさら のきばに ゆれる おほしさま きらきら きんぎん すなご ごしきの たんざく わたしが かいた おほしさま きらきら そらから みてる | 笹の葉 さらさら 軒端に 揺れる お星様 きらきら 金銀 砂子 五色の 短冊 私が 書いた お星様 きらきら 空から 見てる |

### 各地特有の風俗
後述の「七夕祭り」とは別に、日本の各地に特有な風俗が残っている。そのおもなものは、
- 北海道の多くの町では、暗くなって子供たちが提灯を下げて各家を周り、「ローソク出せよ!」と声をかけて、お菓子などをもらう、欧米のハロウィンの時に似た「ローソクもらい」の風習がある。
- 長野県松本市には、牽牛・織姫の人形を軒端につるして飾る風習があり、三番目の男びなは「カータリ」（川渡りのなまりか?）は、川の増水で渡りにくい時は、彼がどちらかを背負って渡るという[22]。

## 祭り
1687年（貞享4年）刊行の藤田理兵衛の『江戸鹿子』（えどかのこ）には、「七夕祭、江戸中子供、短冊七夕ニ奉ル」とある。その他、喜多川守貞の『守貞謾稿』にも、「七月七日、今夜を七夕という、今世、大坂ニテハ、…太鼓など打ちて終日遊ぶこと也。江戸ニテハ、…青竹ニ短冊色紙ヲ付ケ、高ク屋上ニ建ルコト。」とあり、江戸時代中期には既に江戸で七夕祭りが始まっており、江戸時代末期には大坂でも盛んになっている様子が窺える。その他、喜多村筠庭の『喜遊笑覧』には「江戸にて近ごろ文政十二年の頃より」、『諸事留』には「天保十二年六月、例年七月七夕祭と唱」、斎藤月岑の『東都歳時記』には「七月六日、今朝未明より」、屋代弘賢の『古今要覧稿』には「たなばた祭、延喜式、七月七日織女祭と見えたるを初とせり」とある。
現代の一部地域の「七夕祭り」は、神事との関わりも薄れ、もっぱら、観光客や地元商店街等への集客を目当てとしたものとなっている。神輿や山車などを繰り出す祭りと異なり、前日までに、笹飾りをはじめとした七夕飾りの設置を終えれば当日は人的な駆り出しも少なく、また商店前の通行規制も少ないため、商店街の機能を低下させることなく買物客を集められるという点で、商店街との親和性が高く、戦後の復興期以降、商業イベントとして東日本を中心に日本各地で開催されてきた。多くは昼間のイベントと、夕方から夜にかけての花火という組み合わせが殆どで、伝統的あるいは神事としての七夕の風習に頓着せず行われている事が多い。
また、青森の「ねぶた」や「ねぷた」、秋田の「竿燈」などの「眠り流し行事」も七夕祭りが原型である。
大規模な七夕祭りが各地で開催され、主にショッピングモールや通りに沿って、大きな色とりどりの吹流しが飾られる。最も有名な七夕まつりは、8月6日から8日まで仙台市で開催される。関東地方では、神奈川県平塚市（7月7日頃）と東京・阿佐谷で、8月中旬のお盆休みの直前に最大級の七夕まつりが開催される。ブラジルのサンパウロでは7月の第1週末頃、カリフォルニア州のロサンゼルスでは8月の初めに七夕まつりが開催される。
七夕まつりは地域によって異なるが、ほとんどのお祭りでは七夕飾り大会が行われる。その他のイベントには、パレードやミス七夕コンテストなどがある。他の日本の祭りと同様に、多くの屋台が食べ物を売ったり、謝肉祭ゲームを提供したりして、お祭りの雰囲気を盛り上げる。
東京ディズニーランドと東京ディズニーシーでは、ミニーマウスが織姫に、ミッキーマウスが彦星に扮したグリーティングパレードを特徴とする七夕まつりを祝うことがよくある。

### 主なもの
- 全国地方公共団体コード順に記載。
- 観客を集める祭りのメイン行事が、七夕飾り、山車行列、七夕おどり（七夕パレード）、野外コンサート、花火大会、火祭りなど、各祭りによって違いがある。

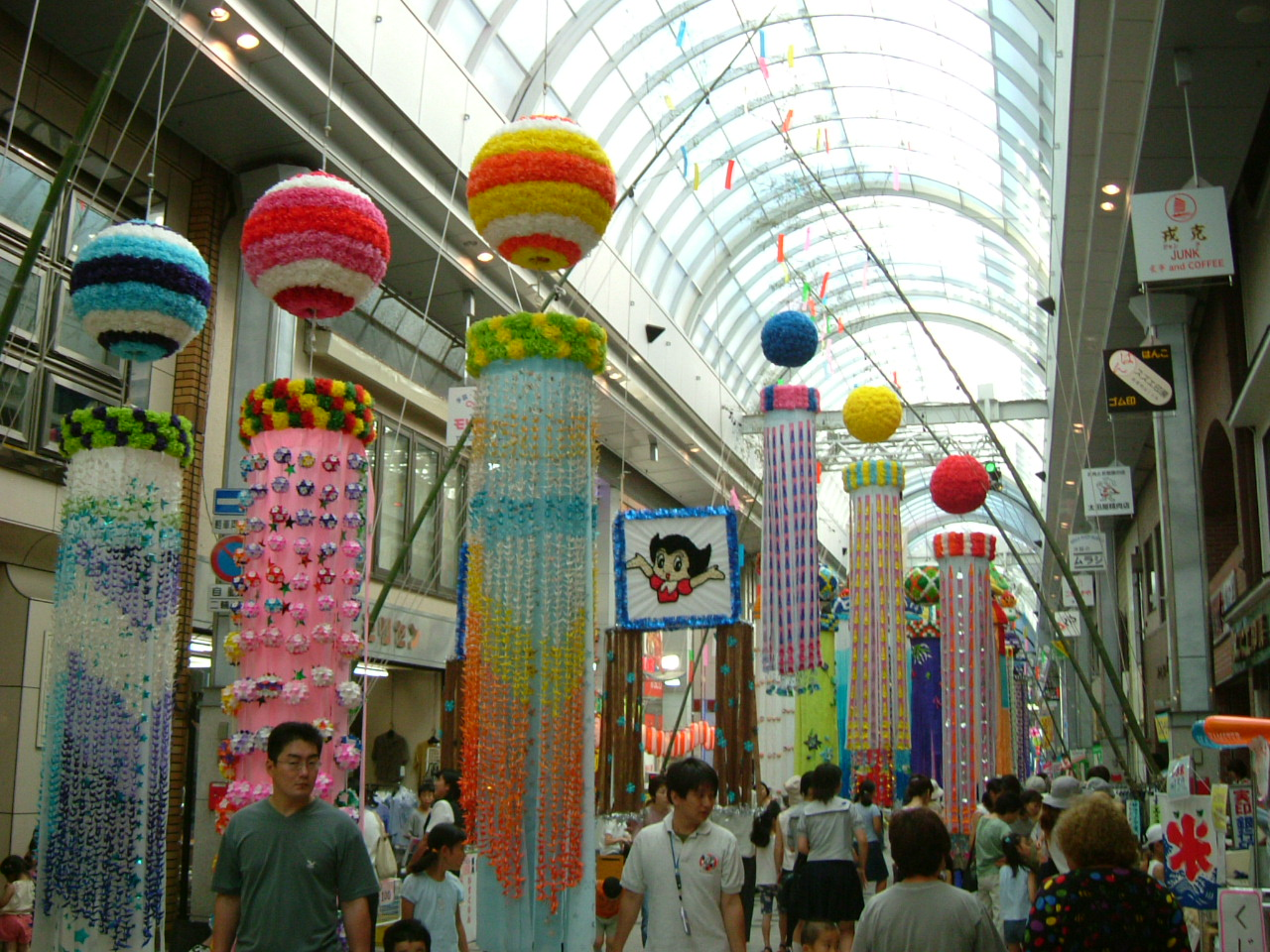
水戸黄門まつりや桐生八木節まつりなど、七夕祭りが他の祭りに併呑された例も記載。
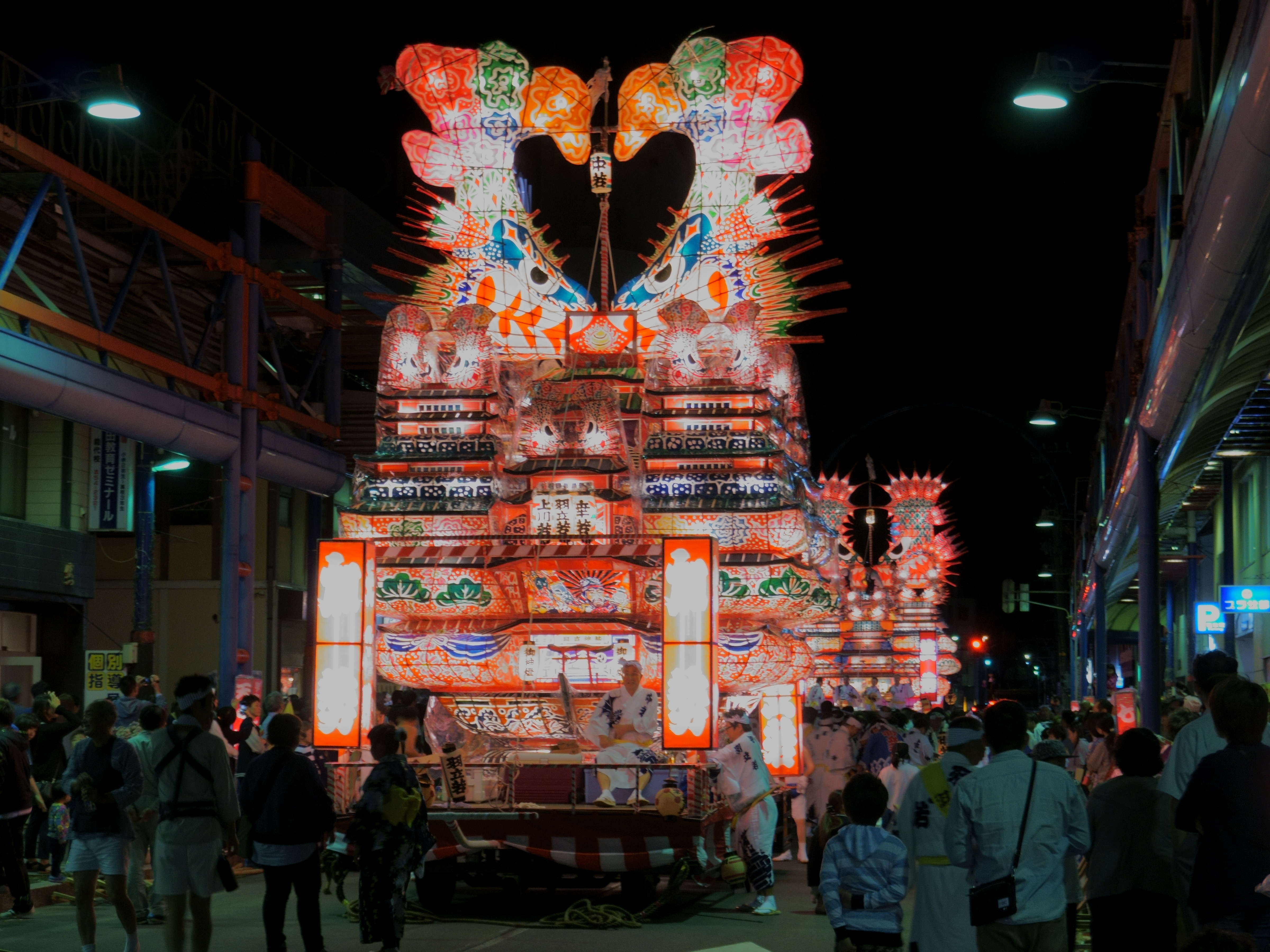
能代役七夕
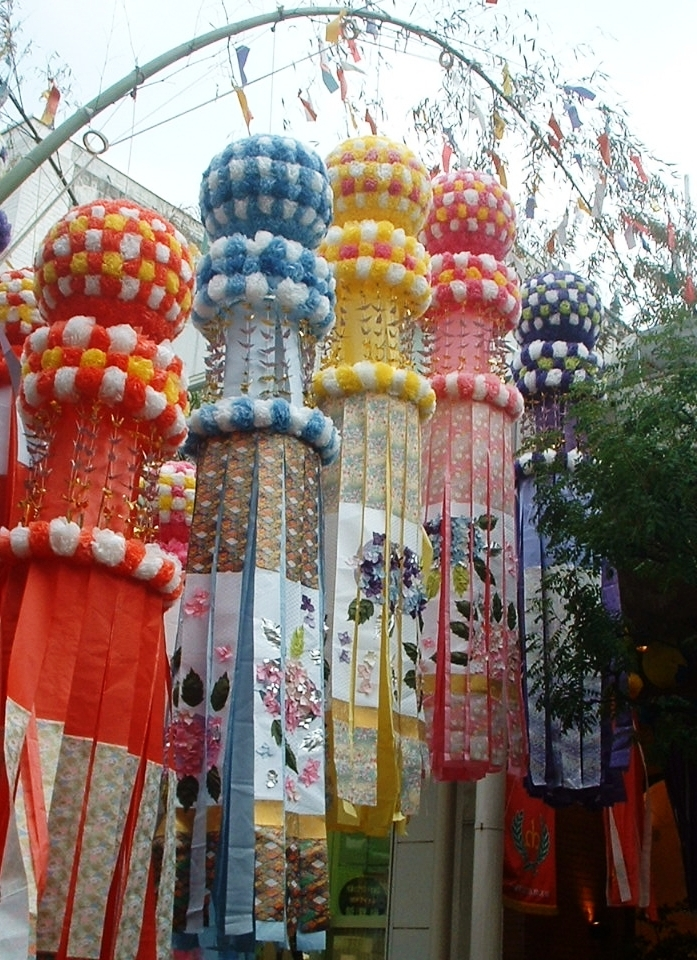
仙台七夕まつり
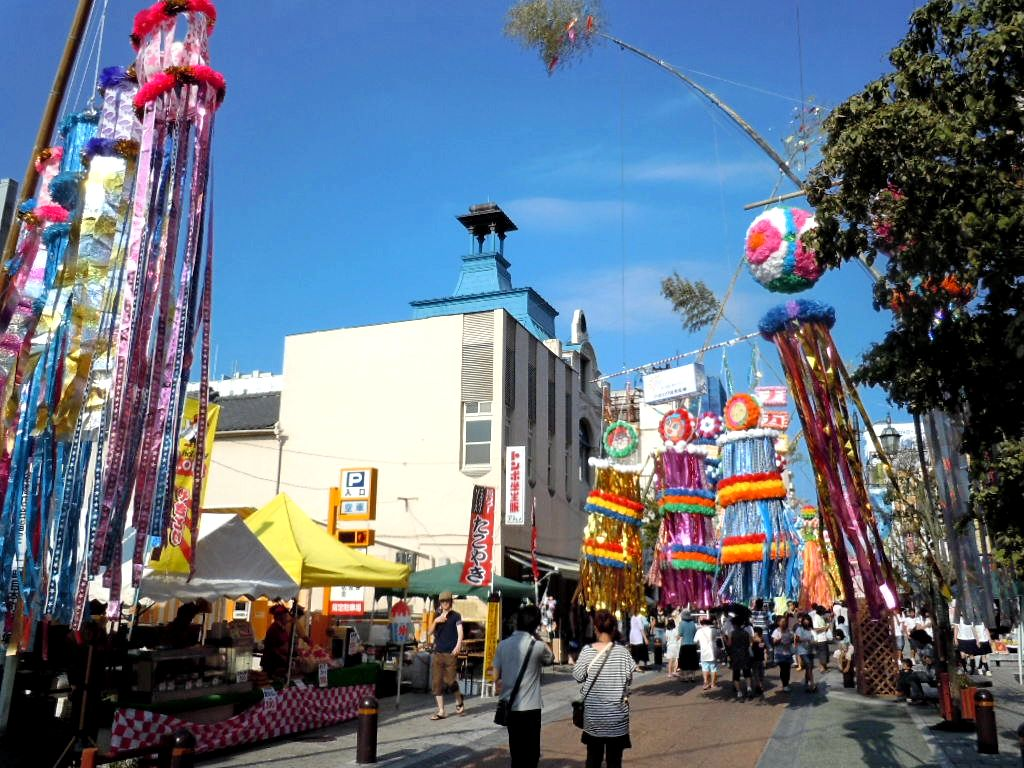
いわき七夕まつり
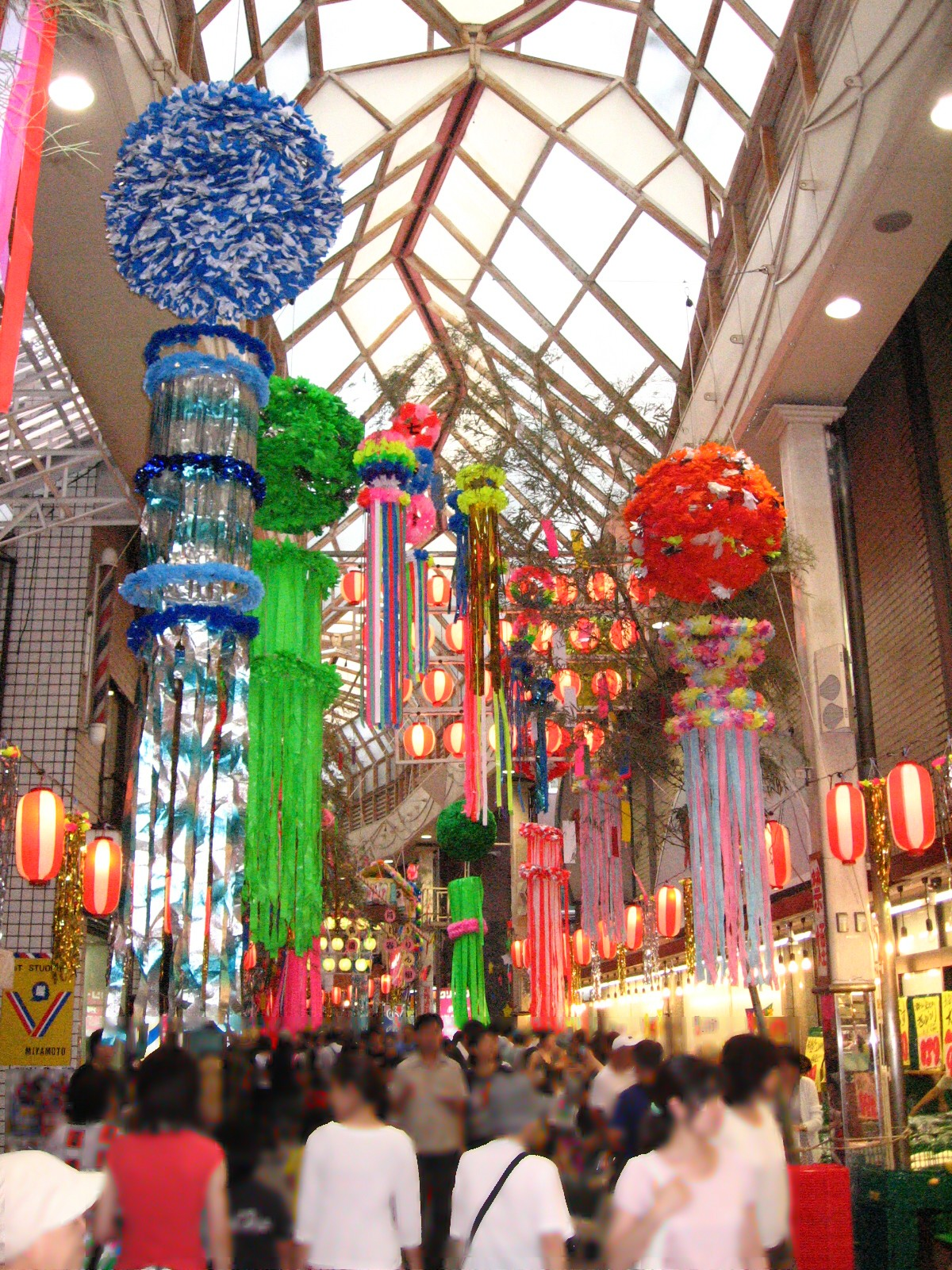
阿佐谷七夕まつり
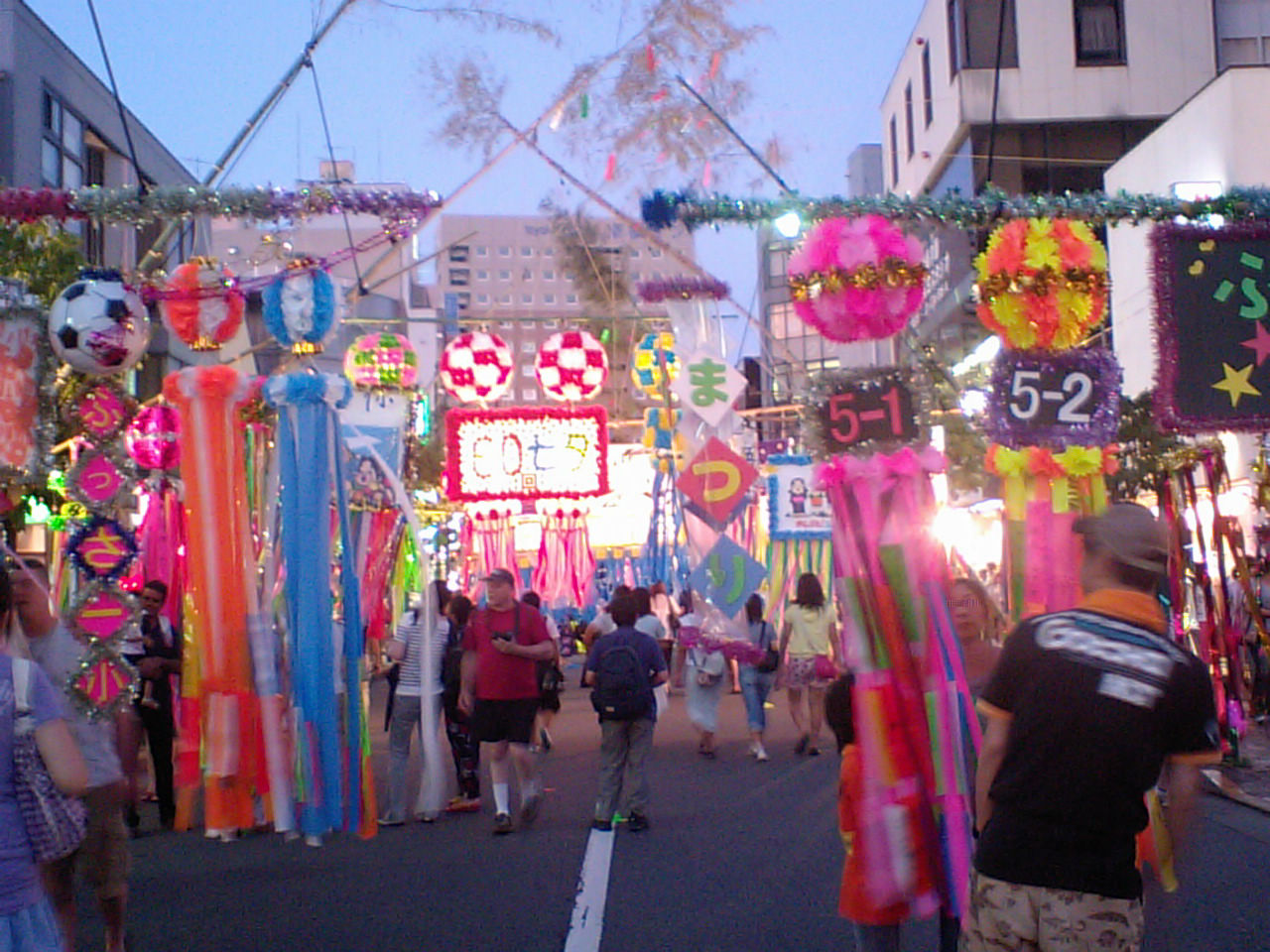
福生七夕まつり
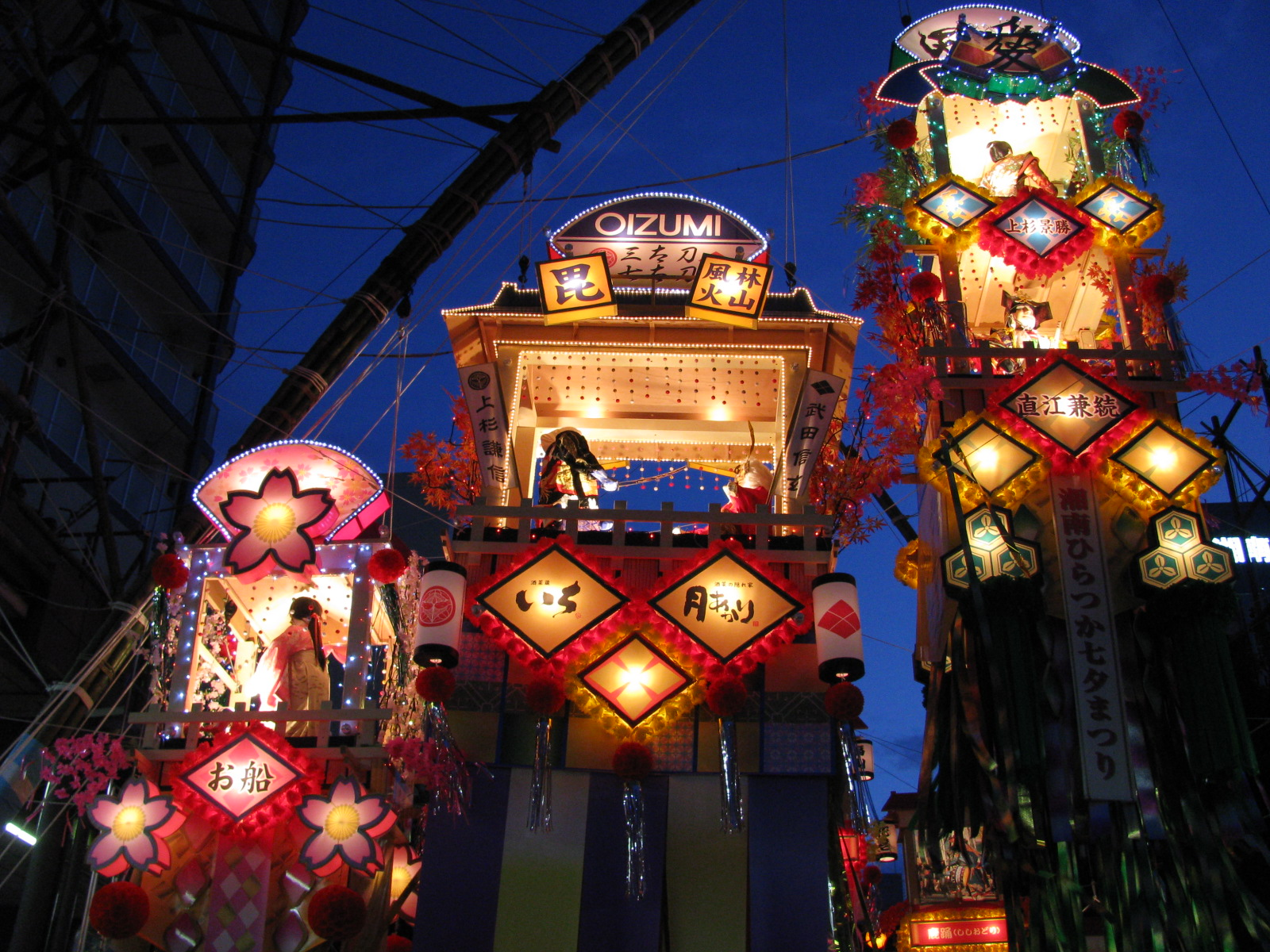
湘南ひらつか七夕まつり
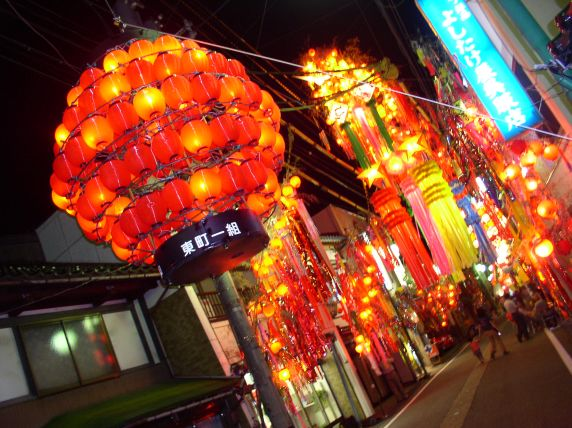
戸出七夕まつり

| 名称                         | 開催地                     | 時期                           | 観客数                  | 備考 |
| ---------------------------- | -------------------------- | ------------------------------ | ----------------------- | --- |
| 八戸七夕まつり               | 青森県八戸市               | 7月 海の日までの金・土・日・月 | 037万人/4日間（2007年） | |
| 盛岡七夕まつり               | 岩手県盛岡市               | 8月04日・5日・6日・7日         | 018万人/4日間（2008年） | |
| うごく七夕まつり             | 岩手県陸前高田市           | 8月07日                        |                         | |
| けんか七夕まつり             | 岩手県陸前高田市気仙町     | 8月07日                        |                         | |
| 仙台七夕まつり               | 宮城県仙台市               | 8月06日・7日・8日              | 206万人/3日間（2013年） | |
| 能代役七夕（能代ねぶながし） | 秋田県能代市               | 8月06日・7日                   |                         | 能代市選択 記録作成等の措置を講ずべき無形の民俗文化財                                                                                      |
| 七夕絵どうろうまつり         | 秋田県湯沢市               | 8月05日・6日・7日              | 017万人/3日間（2013年） | |
| いわき七夕まつり             | 福島県いわき市平           | 8月06日・7日・8日              | 043万人/3日間（2010年） | |
| 水戸黄門まつり               | 茨城県水戸市               | 8月 第1金・土・日              |                         | |
| 土浦キララまつり             | 茨城県土浦市               | 8月 第1土・日                  |                         | |
| 前橋七夕まつり               | 群馬県前橋市               | 7月 第1月の3日後から4日間      | 035万人/4日間（2012年） | |
| 桐生八木節まつり             | 群馬県桐生市               | 8月 第1金・土・日              | 053万人/3日間（2016年） | |
| 入間川七夕まつり             | 埼玉県狭山市               | 8月 第1土・日                  | 043万人/2日間（2001年） | |
| 深谷七夕まつり               | 埼玉県深谷市               | 7月 上旬の金・土・日           |                         | |
| 上福岡七夕まつり             | 埼玉県ふじみ野市上福岡     | 8月 第1土・日                  | 017万人/2日間（2013年） | |
| 小川町七夕まつり             | 埼玉県小川町               | 7月 最終土・日                 |                         | |
| 茂原七夕まつり               | 千葉県茂原市               | 7月 最終金・土・日             | 084万人/3日間（2008年） | |
| 阿佐谷七夕まつり             | 東京都杉並区阿佐谷         | 8月07日と土曜を含む5日間       | 070万人/5日間（2011年） | |
| 福生七夕まつり               | 東京都福生市               | 8月 第1木・金・土・日          | 040万人/4日間（2013年） | |
| 下町七夕まつり               | 東京都台東区               | 7月 初旬の数日間               | 040万人/6日間（2017年） | |
| 橋本七夕まつり               | 神奈川県相模原市緑区       | 8月 第1金・土・日              | 034万人/3日間（2016年） | |
| 湘南ひらつか七夕まつり       | 神奈川県平塚市             | 7月 第1金・土・日              | 155万人/3日間（2016年） | |
| 慶應義塾大学SFC七夕祭        | 神奈川県藤沢市             | 7月 第1土                      |                         | |
| 古町七夕まつり               | 新潟県新潟市中央区古町     | 7月 上旬の9日間                |                         | |
| 越後村上七夕祭               | 新潟県村上市               | 8月16日・17日                  |                         | |
| 戸出七夕まつり               | 富山県高岡市戸出町         | 7月03日・4日・5日・6日・7日    |                         | |
| 舟見七夕まつり               | 富山県入善町舟見           | 7月06日・7日                   |                         | |
| 高岡七夕まつり               | 富山県高岡市               | 8月01日～7日                   | 015万人/7日間（2013年） | |
| 尾山の七夕流し               | 富山県黒部市東布施地区尾山 | 8月07日                        |                         | 国の記録作成等の措置を講ずべき無形の民俗文化財（選択無形民俗文化財）・富山県指定無形民俗文化財                                             |
| 宝立七夕キリコ祭り           | 石川県珠洲市宝立町         | 8月07日                        |                         | キリコ祭りの一つとして、国の記録作成等の措置を講ずべき無形の民俗文化財及び、日本遺産「灯り舞う半島 能登 ～熱狂のキリコ祭り～」の内の一つ。 |
| 水都まつり                   | 岐阜県大垣市               | 8月 第1木・金・土・日          |                         | |
| 清水七夕まつり               | 静岡県静岡市清水区         | 7月 第1水・木・金・土          | 060万人/4日間（2017年） | |
| 円頓寺七夕まつり             | 愛知県名古屋市             | 7月 最終水より5日間            |                         | |
| 一宮七夕まつり               | 愛知県一宮市               | 7月 最終日曜の木・金・土・日   | 118万人/4日間（2017年） | |
| 安城七夕まつり               | 愛知県安城市               | 8月 第1金・土・日              | 125万人/3日間（2013年） | |
| 松阪七夕まつり               | 三重県松阪市               | 8月 第1土                      |                         | |
| 機物神社七夕まつり           | 大阪府交野市               | 7月06日・7日                   |                         | |
| 山口七夕ちょうちんまつり     | 山口県山口市               | 8月06日・7日                   | 021万人/2日間（2011年） | |
| 七夕バルーンリリース         | 徳島県徳島市               | 7月07日7時7分7秒               |                         | |
| 三木町いけのべ七夕まつり     | 香川県三木町               | 8月 第1土・日                  |                         | |
| 七夕神社夏祭り               | 福岡県小郡市               | 7月07日、8月5日～8日           |                         | |
| 大分七夕まつり               | 大分県大分市               | 8月 第1金・土・日              | 039万人/3日間（2013年） | |

- 盛岡七夕まつり
- 能代役七夕
- 仙台七夕まつり
- いわき七夕まつり
- 阿佐谷七夕まつり
- 福生七夕まつり
- 湘南ひらつか七夕まつり
- 戸出七夕まつり

### 全国七夕サミット
七夕に関連したイベントを開いている自治体の代表が集まって情報交換し、課題などを討議する会。商業的七夕祭りの他に、伝統的七夕の習慣がある都市も参加している。開催都市は以下の通り。
- 第1回：1996年8月 宮城県仙台市
- 第2回：1997年7月 愛知県一宮市
- 第3回：1998年8月 富山県高岡市
- 第4回：2000年7月 神奈川県平塚市
- 第5回：2001年 石川県根上町（現能美市）
- 第6回：2003年8月 愛知県安城市
- 第7回：2004年7月 千葉県茂原市
- 第8回：2005年7月 愛知県一宮市
- 第9回：2006年8月 富山県高岡市
- 第10回：2007年7月 大阪府枚方市・交野市
- 第11回：2010年7月 神奈川県平塚市
- 第12回：2011年7月 群馬県前橋市

### 五節句が廃止される前の七夕の再現
2009年（平成21年）、第55回茂原七夕まつりにおいて、明治以降初めて、太政官布告第一号によって五節句が廃止される前の七夕が再現された。その再現された内容は、七夕七遊（『古事類苑』−「古今要覧稿」−時令）にちなんで、性が作曲しジョン・海山・ネプチューン等が実演した「七調子管弦」と七拍子の郢曲、七十首の川柳と俳句、先着70名のビンゴ大会、飲料7本購入で景品、7チーム対抗クイズ他、計7種であった。

## 日付
元の七夕の日付は、グレゴリオ暦より約 1 か月遅れている日本の太陰太陽暦に基づいていた。その結果、いくつかの祭りは7月7日に開催され、一部は8月7日前後の数日間に開催され（「一ヶ月遅れ」の方法による）、残りは依然として7月7日に開催される。通常、グレゴリオ暦の 8月に当たる旧暦の旧暦。
今後数年間の「日本の太陰太陽暦の旧暦7月7日」のグレゴリオ暦の日付は次のとおりである。
- 2018年：8月17日
- 2019年：8月7日
- 2020年：8月25日
- 2021年：8月14日
- 2022年：8月4日
- 2023年：8月22日
- 2024年：8月10日
- 2025年：8月29日
- 2026年：8月19日

## 関連作品

### 音楽
- 「五色の糸」（長唄、作曲：初代杵屋勝三郎）
- 「たなばたさま」（童謡、作詞：権藤花代・林柳波、作曲：下総皖一）
- 「March Tanabata」（吹奏楽、作曲：團伊玖磨、上記「たなばたさま」をトリオにて引用）
- 「たなばたさま」（歌：Pinkish、ROCKバージョン、アルバム『PS.童謡のふる里から』収録、上記下総皖一作曲「たなばたさま」とダンス・ミュージックのマッシュアップ、補詩：Pinkish）
- 「たなばたさま」（歌：Pinkish、POPバージョン、シングル「ゆめみるいちご」収録、上記下総皖一作曲「たなばたさま」とダンス・ミュージックのマッシュアップ、補詩：安藤貴子）
- 「THE SEVENTH NIGHT OF JULY ～TANABATA～」（吹奏楽、作曲：酒井格）
- 「七夕」（「ピアノ組曲」第2楽章、作曲：伊福部昭）
- 「オーボエとハープと管弦楽のための二重協奏曲」（作曲：尹伊桑）オーボエを牽牛、ハープを織女に見立て、朝鮮半島情勢を暗示させている。
- 「七夕」 THE CRANE FLY
- 「七夕哀歌」 石原詢子
- 「白いとび羽根」（歌：Naomile ミシュカ名義、作詞・作曲：木田俊介、アーケードゲーム『pop'n music』に収録）
- 「milky way」（歌：L'Arc〜en〜Ciel、作詞・作曲：testu、TBS系番組『ワンダフル』テーマソング）
- 「涙がキラリ☆」（歌：スピッツ、作詞・作曲：草野正宗）
- 「かささぎ」（歌・作詞・作曲：さだまさし、NHKスペシャルドラマ『海峡』主題歌）
- 「七月七日」（歌・作曲：Kagrra、作詞：一志）
- 「平成十七年七月七日」（歌：アリス九號.）
- 「7月7日、晴れ」（歌：DREAMS COME TRUE、作詞：吉田美和・作曲：中村正人）
- 七調子の管弦：「東から逢来（平調・黄鐘調・盤渉調）」、「うちへ帰ろう（壱越調・双調・太食調）」、「泣かないで（性調）」（作曲：性、尺八：ジョン・海山・ネプチューン他）
- 「七夕の短い夜」（歌：absorb）
- 「7月7日」（歌：スターダストレビュー、作詞：康珍化、作曲：根本要）
- 「七夕祭り」（歌：テゴマス、Tegomass）
- 「空飛ぶ夏彦さん」（歌：ウエマツノビヨと犬耳家の一族、作詞・作曲：植松伸夫）
- 「七夕の夜、君に逢いたい」（歌：Chappie、作詞：松本隆 作曲：細野晴臣）
- 「-OZONE-」（歌：vistlip、テレビアニメ『遊☆戯☆王5D's』エンディングテーマ）
- 「5cmの向こう岸」（歌・作詞・作曲：松任谷由実、アルバム『時のないホテル』収録）
- 「Weaver of Love−ORIHIME-」（歌・作詞・作曲：松任谷由実、アルバム『KATHMANDU』収録）
- 「7月7日」（歌・作詞：水樹奈々、作曲：上松美香、アルバム『IMPACT EXCITER』収録）
- 「織姫」（歌：ヴィドール）
- 「ベガ」（歌・作詞：桑田佳祐）
- 「たなばた」（歌：裕木奈江、作詞・作曲：村下孝蔵、編曲：萩田光男、アルバム『森の時間』収録）

### 映像作品
- 映画『薄れゆく記憶のなかで』（1992年）
- 映画『7月7日、晴れ』（1996年、フジテレビジョン）
- デジタルコミック『七夕委員』（今日マチ子）
- 映画『劇場版ポケットモンスター アドバンスジェネレーション 七夜の願い星 ジラーチ』(2003年、2022年)
- 映画『チルソクの夏』（2004年）
- 映画『ベスト・キッド』（2010年）
- 映画『1秒先の彼女』（2020年）

### 漫画
- 『七夕の国』（岩明均）古い七夕の風習が根強く残る土地と、その土地に深く関わる超能力の謎を描いた伝奇漫画

### 文学
- 「鵲の渡せる橋におく霜のしろきを見れば夜ぞ更けにける」大伴家持の和歌。『新古今和歌集』『小倉百人一首』収載。
- 「催涙雨」山田詠美著『タイニーストーリーズ』文藝春秋刊 収録
- 「鳥姫伝」バリー・ヒューガート著 ハヤカワ文庫FT刊
- 「笹の葉ラプソディ」谷川流著『涼宮ハルヒの退屈』角川スニーカー文庫 収録